# D.T.T.V. Thibats
De Drienerlose Tafeltennisvereniging Thibats is een Enschedese tafeltennisvereniging verbonden aan de Universiteit Twente en speelt in het sportcentrum van de Universiteit. De vereniging is in 1964 opgericht en vierde in 2014 haar 50-jarig bestaan. Thibats speelt competitie in de afdeling Oost van de Nederlandse Tafeltennis Bond in de hoofdklasse en lager. Momenteel telt de vereniging ongeveer 50 leden. Thibats wordt geleid door een 4-koppig niet-dagelijks bestuur dat gevuld is door studenten van de Universiteit Twente. Tevens is de vereniging toegankelijk voor studenten van de Saxion Hogeschool en medewerkers (inclusief promovendi) van de universiteit. Jaarlijks organiseert Thibats het Internationaal Moekotte Meerkamptoernooi, een tafeltennistoernooi waar ongeveer 100 tafeltennissers uit Nederland en Duitsland aan meedoen.

## Hoogtepunten
- 2002 Winnaar Verenigingsbeker Twentse Kampioenschappen
- 2003 Kampioen Derde Klasse regio Twente
- 2004 Kampioen Tweede Klasse regio Twente
- 2005 Winnaar Verenigingsbeker Twentse Kampioenschappen
- 2005 Kampioen Eerste Klasse regio Twente
- 2013 Kampioen Derde Klasse afdeling Oost van de NTTB
- 2014 Kampioen Tweede Klasse afdeling Oost van de NTTB
- 2015 Kampioen Eerste Klasse afdeling Oost van de NTTB